# 哈斯尼莫哈末
拿督斯里乌达玛哈斯尼莫哈末（1959年3月27日—），马来西亚政治人物，为第18任马来西亚柔佛州务大臣。现任柔佛新邦令金国会议员（2022年至今），以及柔佛州议会文律州议员（2008年至今）。曾担任柔佛笨珍区国会议员（2004年至2008年）、国民阵线柔佛州主席（2018年至2023年）、巫统柔佛州联委会主席（2018年至2023年），以及巫统笨珍区部主席（2001年至2023年）。

## 政治生涯

### 2004年至2008年：笨珍区国会议员
2004年马来西亚大选，接替时任马华公会总会长黄家定竞选笨珍国会议席并当选笨珍国会议员。同年，他担任公共账目委员会成员。

### 2008年至今：文律州议员
2008年转战柔佛州议会代表国阵巫统参选文律州议席，赢得该州议席，并在2013年、2018年和2022年连任州议员。

#### 柔佛州行政议员（2013年至2018年）
2013年，他担任卡立诺丁州政府的公共工程，郊区及区域发展委员会主席。

#### 柔佛州议会反对党领袖（2018年至2020年）
2018年5月29日，哈斯尼担任柔佛州议会反对党领袖。

#### 柔佛州务大臣（2020年至2022年）
2020年2月28日，哈斯尼宣誓成为第18任柔佛州务大臣。他后来坦言，本身能半途出任大臣，在政治来说是一个意外，惟促成这项意外的是希盟政府前首相马哈迪·莫哈末辞去首相职。在2022年柔佛州选举，哈斯尼以国阵兼巫统柔佛州主席身份受委州选举主任和成为国阵柔佛州务大臣人选。
在2022年3月14日，哈斯尼建议由年轻人领导柔佛州政府。同年3月15日，翁哈菲兹宣誓就任第19任柔佛州务大臣。

### 2022年至今：新邦令金区国会议员
2022年马来西亚大选，上阵新邦令金国席，获得1万8千312张票，打败另外三名对手，多数票为1千821票。

## 政党职务

### 1993年至2001年：巫统笨珍区部青年团团长
在1993年至2001年，哈斯尼出任巫统笨珍区部青年团团长。他也是时任青年及体育部部长希山慕丁的政治秘书。

### 2001年至2023年：巫统笨珍区部主席
哈斯尼自2001年起担任巫统笨珍区部主席。2023年3月19日，巫统笨珍区部署理主席的阿末马斯兰接任笨珍区部主席一职。

### 2018年至今：巫统最高理事会成员
2018年6月30日，哈斯尼当选为巫统最高理事会成员。

### 2018年至2023年：巫统柔州主席兼国阵柔州主席
2018年马来西亚大选国阵丢失联邦和州政权后的7月14日，担任柔佛州反对党领袖的哈斯尼接任原任巫统柔佛州联委会主席兼前任州务大臣卡立诺丁的位置成为新任巫统柔佛州联委会主席兼国阵柔佛州主席。
2023年1月27日，巫统在举办的最高理事会会议上宣布惩罚42名在2022年马来西亚大选期间，涉及违规参选和帮助敌对政党等行为的成员，哈斯尼是被指名的其中之一，再加上曾经开车撞人。他在会议上被宣告革除其柔佛州联委会主席的职务，改由巫统副主席兼哥打丁宜国会议员卡立诺丁接任。

## 选举成绩
| 年份 | 选区               | 候选人 | 候选人               | 得票数 | 得票率 | 竞选对手                   | 竞选对手                 | 得票数 | 得票率 | 总票数 | 多数票 | 投票率 |
| ---- | ------------------ | ------ | -------------------- | ------ | ------ | -------------------------- | ------------------------ | ------ | ------ | ------ | ------ | ------ |
| 2004 | 柔佛 P164 笨珍     |        | 哈斯尼莫哈末（巫统） | 26,667 | 82.88% |                            | 哈山卡林（人民公正党）   | 5,509  | 17.12% | 33,460 | 21,158 | 75.40% |
| 2022 | 柔佛 P151 新邦令金 |        | 哈斯尼莫哈末（巫统） | 18,312 | 41.19% |                            | 马智礼马烈（人民公正党） | 16,491 | 37.37% | 44,131 | 1,821  | 74.76% |
| 2022 | 柔佛 P151 新邦令金 |        | 哈斯尼莫哈末（巫统） | 18,312 | 41.19% | 莫哈末法兹鲁（土著团结党） | 9,077                    | 20.57% |        | 44,131 | 1,821  | 74.76% |
| 2022 | 柔佛 P151 新邦令金 |        | 哈斯尼莫哈末（巫统） | 18,312 | 41.19% | 卡马古斯敏（祖国斗士党）   | 251                      | 0.57%  |        | 44,131 | 1,821  | 74.76% |

| 年份 | 选区     | 候选人               | 候选人               | 得票数 | 得票率                 | 竞选对手                     | 竞选对手             | 得票数 | 得票率 | 总票数 | 多数票 | 投票率 |
| ---- | -------- | -------------------- | -------------------- | ------ | ---------------------- | ---------------------------- | -------------------- | ------ | ------ | ------ | ------ | ------ |
| 2008 | N53 文律 |                      | 哈斯尼莫哈末（巫统） | 10,098 | 72.69%                 |                              | 苏罗波博诺（回教党） | 3,794  | 26.39% | 14,376 | 6,304  | 77.10% |
| 2013 | N53 文律 | 哈斯尼莫哈末（巫统） | 12,358               | 68.11% | 苏罗波博诺（伊斯兰党） | 5,786                        | 31.89%               | 18,590 | 6,572  | 87.00% |        |        |
| 2018 | N53 文律 | 哈斯尼莫哈末（巫统） | 9,480                | 55.43% |                        | 朱基菲里达斯里（土著团结党） | 5,033                | 29.43% | 17,750 | 4,447  | 85.00% |        |
| 2018 | N53 文律 | 哈斯尼莫哈末（巫统） | 9,480                | 55.43% |                        | 菲道斯嘉化（伊党）           | 2,590                | 15.14% | 17,750 | 4,447  | 85.00% |        |
| 2022 | N53 文律 | 哈斯尼莫哈末（巫统） | 10,896               | 63.08% |                        | 韩聂夫（公正党）             | 1,200                | 6.95%  | 17,272 | 5,859  | 61.32% |        |
| 2022 | N53 文律 | 哈斯尼莫哈末（巫统） | 10,896               | 63.08% |                        | 依沙·阿都哈密（土团党）      | 5,037                | 29.16% | 17,272 | 5,859  | 61.32% |        |
| 2022 | N53 文律 | 哈斯尼莫哈末（巫统） | 10,896               | 63.08% |                        | 依斯干达（斗士党）           | 139                  | 0.80%  | 17,272 | 5,859  | 61.32% |        |

## 个人荣誉
- 马来西亚：
  -  护国有功成员勋章（AMN）（2003年）[19]
  -  联邦护国丞官勋章（KMN）（2006年）[19]
- 聯邦直轄區
  -   联邦直辖区乌达玛勋章（SUMW）—拿督斯里乌达玛（2022年）[20]
- 柔佛：
  -  苏丹依布拉欣奖章（银奖）（PIS II）（1999年）
  -  二级柔佛苏丹依布拉欣奖章（银）（PSI II）（2015年）[21]
  -  柔佛王冠斯里勋章（SPMJ）—拿督（2021年）[22][23]
- 沙巴：
  -  神山辉煌勋章（PGDK）—拿督（2006年）